# Малополша
Малополша (на полски: Małopolska; на латински: Polonia Minor) е исторически регион в Югоизточна Полша. Столица е град Краков.

## География
Регионът е разположен в горния и част от средния дял на водосборния басейн на Висла.

## Граници
Южна граница на Малополша са Карпатите, на север граничи с Мазовия, на запад – със Горна Силезия и Великополша, на изток – с Полесия и Червена Рус. Обхваща земи в 7 днешни войводства.
Войводства:
- Малополско – изцяло
- Швентокшиско – изцяло
- Силезко – източната и северната част
- Мазовецко – южната част
- Люблинско – западната част
- Подкарпатско – западната част
- Лодзко – югоизточната част

## Градове
- Краков
- Люблин
- Ченстохова
- Радом
- Сосновец
- Келце
- Белско-Бяла
- Домброва Гурнича
- Тарнов

## Фотогалерия
- Краков
- Люблин
- Ченстохова
- Радом
- Сосновец
- Келце
- Белско-Бяла
- Домброва Гурнича
- Тарнов